# Urban Mystic
Urban Mystic, född 1984 i Fort Lauderdale i Florida, är en amerikansk R&B-sångare. Genom användandet av akustiska instrument skapar han ett eget sound som bäst kan beskrivas som organiskt.

## Diskografi
- Ghetto Revelations (Album, 2004)
- It's You (Singel, 2005)
- Ghetto Revelations Vol.2 (Album, 2006)